# Фернанда Лима
Фернанда Лима (порт. Fernanda Cama Pereira Lima; Порто Алегре, 25. јун 1977) бразилска је глумица, манекенка и водитељка.
Каријеру манекенке почиње са 14 година у Јапану, пошто је тамо живела четири месеца. Године 1999. била је водитељка на бразилском каналу MTV, где је радила до 2003. Фернанда је учествовала у емисијама и рекламним кампањама за компаније и брендове као што су: TIM, A camisa do Brasil, Antarctica, Maria Valentina, Havaianas, Scala Lingerie, Brahma, Grendha, Versace, L'Oréal, Vogue, Ellus, Killer Loop и други.
Од 2002, глуми у филмовима и ТВ серијама попут Desejos de Mulher из 2003.
Године 2013. је била водитељка церемоније жреба за Мондијал 2014. у Бразилу. Привукла је велику пажњу због атрактивног изгледа, а током жреба на друштвеној мрежи Твитер је на рачун њеног изгледа стизало по 10 твитова у секунди. Дана 13. јануара 2014, заједно са прослављеним холандским фудбалером Рудом Гулитом била је водитељка церемоније доделе награде Златна лопта. Говори енглески језик, удата је и има двоје деце.

## Филмографија
- Interligado (2000, телевизија, RedeTV!)
- Desejos de Mulher (2002, телевизија)
- Mochilão MTV e Verão MTV (2003, телевизија, MTV)
- Fratelli per la pelle (2003)
- Cinegibi, O Filme (2004)
- A Dona da História (2004)
- Didi Quer Ser Criança (2004)
- Vídeo Game (2005-2008, телевизија)
- Bang Bang (2005-2006, телевизија)
- Pé na Jaca (2006-2007, телевизија)
- Fantástico (2007, телевизија)
- Por Toda Minha Vida (2007)
- Flordelis – Basta uma Palavra para Mudar (2009)
- Amor & Sexo (2010)